# Nicholas Taylor
Nicholas Taylor (nascido em 12 de novembro de 1979) é um tenista profissional cadeirante. Começou a jogar tênis aos 14 anos. Tem, no total, 11 títulos do Grand Slam em duplas tetraplágicas, todas ao lado do compatriota David Wagner. Taylor e Wagner compuseram a parceria mais bem sucedida de todas nos Wheelchair Doubles Masters. Eles conquistaram 11 êxitos até novembro de 2018.

## Finais (parcial)

### Simples
| Status | Data | Torneio                       | Cidade/país               | Categoria | Piso | Adversário   | Resultado |
| ------ | ---- | ----------------------------- | ------------------------- | --------- | ---- | ------------ | --------- |
| Perdeu | 2005 | NEC Wheelchair Tennis Masters | Amersfoort, Países Baixos | Masters   | ?    | David Wagner | 2–6, 1–6  |

### Duplas
| Status | Data | Torneio                             | Cidade/país                   | Categoria  | Piso           | Parceiro     | Adversários                                 | Resultado        |
| ------ | ---- | ----------------------------------- | ----------------------------- | ---------- | -------------- | ------------ | ------------------------------------------- | ---------------- |
| Venceu | 2018 | UNIQLO Wheelchair Doubles Masters   | Bemmel, Países Baixos         | Masters    | ?              | David Wagner | Antony Cotterill Andy Lapthorne             | 6–4, 7–66        |
| Venceu | 2017 | UNIQLO Wheelchair Doubles Masters   | Bemmel, Países Baixos         | Masters    | duro (coberto) | David Wagner | Antony Cotterill Andy Lapthorne             | 6–4, 6–3         |
| Perdeu | 2016 | UNIQLO Wheelchair Doubles Masters   | Mission Viejo, Estados Unidos | Masters    | duro           | David Wagner | Antony Cotterill Andy Lapthorne             | 5–7, 6–1, 3–6    |
| Venceu | 2015 | US Open                             | Nova York, Estados Unidos     | Grand Slam | duro           | David Wagner | Dylan Alcott Andy Lapthorne                 | 4–6, 6–2, [10–7] |
| Venceu | 2015 | Invacare Wheelchair Doubles Masters | Mission Viejo, Estados Unidos | Masters    | ?              | David Wagner | Jamie Burdekin Andy Lapthorne               | 6–4, 3–6, 6–3    |
| Venceu | 2014 | US Open                             | Nova York, Estados Unidos     | Grand Slam | duro           | David Wagner | Andy Lapthorne Lucas Sithole                | 6–3, 7–5         |
| Venceu | 2014 | Invacare Wheelchair Doubles Masters | Mission Viejo, Estados Unidos | Masters    | ?              | David Wagner | Jamie Burdekin Andy Lapthorne               | 6–4, 4–6, 6–3    |
| Venceu | 2013 | US Open                             | Nova York, Estados Unidos     | Grand Slam | duro           | David Wagner | Andy Lapthorne Lucas Sithole                | 6–0, 2–6, 6–3    |
| Venceu | 2013 | Invacare Wheelchair Doubles Masters | Mission Viejo, Estados Unidos | Masters    | ?              | David Wagner | Greg Hasterok Sarah Hunter                  | 6–1, 6–3         |
| Venceu | 2013 | Australian Open                     | Melbourne, Austrália          | Grand Slam | duro           | David Wagner | Anders Hard Andy Lapthorne                  | 6–2, 6–3         |
| Venceu | 2012 | Invacare Wheelchair Doubles Masters | Amsterdã, Países Baixos       | Masters    | ?              | David Wagner | Antonio Raffaele Shraga Weinberg            | 6–1, 6–4         |
| Venceu | 2011 | US Open                             | Nova York, Estados Unidos     | Grand Slam | duro           | David Wagner | Noam Gershony Peter Norfolk                 | w.o.             |
| Venceu | 2011 | Invacare Wheelchair Doubles Masters | Amsterdã, Países Baixos       | Masters    | ?              | David Wagner | Antonio Raffaele Dorrie Timmermans-Van Hall | 7–5, 6–4         |
| Perdeu | 2011 | Australian Open                     | Melbourne, Austrália          | Grand Slam | duro           | David Wagner | Andy Lapthorne Peter Norfolk                | 3–6, 3–6         |
| Venceu | 2010 | US Open                             | Nova York, Estados Unidos     | Grand Slam | duro           | David Wagner | Johan Andersson Peter Norfolk               | 5, 7–64          |
| Perdeu | 2010 | Camozzi Wheelchair Doubles Masters  | Bérgamo, Itália               | Masters    | ?              | David Wagner | Andy Lapthorne Peter Norfolk                | 6–4, 1–6, 6–3    |
| Venceu | 2010 | Australian Open                     | Melbourne, Austrália          | Grand Slam | duro           | David Wagner | Johan Andersson Peter Norfolk               | 6–2, 7–65        |
| Venceu | 2009 | US Open                             | Nova York, Estados Unidos     | Grand Slam | duro           | David Wagner | Johan Andersson Peter Norfolk               | 6–1, 56–7, 6–3   |
| Venceu | 2009 | Camozzi Wheelchair Doubles Masters  | Bérgamo, Itália               | Masters    | ?              | David Wagner | Dorrie Timmermans-Van Hall Shraga Weinberg  | 6–1, 6–0         |
| Venceu | 2009 | Australian Open                     | Melbourne, Austrália          | Grand Slam | duro           | David Wagner | Johan Andersson Peter Norfolk               | 6–2, 3           |
| Perdeu | 2008 | Camozzi Wheelchair Doubles Masters  | Bérgamo, Itália               | Masters    | ?              | David Wagner | Johan Andersson Bas Van Erp                 | 3–6, 6–2, 3–6    |
| Venceu | 2008 | Australian Open                     | Melbourne, Austrália          | Grand Slam | duro           | David Wagner | Sarah Hunter Peter Norfolk                  | 5–7, 6–0, [10–3] |
| Venceu | 2007 | US Open                             | Nova York, Estados Unidos     | Grand Slam | duro           | David Wagner | Sarah Hunter Peter Norfolk                  | 6–1, 4–6, 6–0    |
| Venceu | 2007 | Camozzi Wheelchair Doubles Masters  | Bérgamo, Itália               | Masters    | ?              | David Wagner | Johan Andersson Christer Jansson            | 6–4, 7–67        |
| Venceu | 2006 | Camozzi Wheelchair Doubles Masters  | Bérgamo, Itália               | Masters    | ?              | David Wagner | Monique De Beer Dorrie Timmermans-Van Hall  | 6–2, 6–2         |
| Venceu | 2005 | Camozzi Wheelchair Doubles Masters  | Bérgamo, Itália               | Masters    | ?              | David Wagner | Giuseppe Polidori Antonio Raffaele          | 6–3, 56–7, 7–5   |